# 오다 미키오
오다 미키오(일본어: 織田 幹雄, 1905년 3월 30일 ~ 1998년 12월 2일)는 일본의 육상 선수였다. 일본인으로는 처음으로 올림픽에서, 그리고 아시아인으로는 개인 종목에서 첫 금메달을 딴 선수이기도 하다.
히로시마현 출신으로 오다 미키오는 주종목이 세단뛰기였지만, 멀리뛰기와 높이뛰기 선수로도 활약했다. 1924년, 1928년, 1932년 하계 올림픽들의 그 종목 모두에 참가했다. 금메달은 암스테르담 올림픽에서 나왔다. 이때 그는 세단뛰기에서 15.21m를 뛰어 우승했다. 1931년 와세다 대학 재학 중에 15.58m를 뛰어 세계 기록을 세우기도 하였다.
육상에서 은퇴한 오다는 자신의 노력들을 스포츠 경영에 집중시키고 1948년 일본 올림픽 위원회의 위원이 되었으며, 후에 국제 아마추어 육상 연맹의 기술적 위원회에서 근무하였다.
그의 스포츠 성과는 1967년 이래 해마다 열리는 육상 대회인 오다 미키오 기념 아마추어 경기의 창립과 함께 인정을 받았다.
1964년 도쿄 올림픽 때에 오륜기가 36년 전의 그의 성취에 경의를 표하면서 정확한 15.21m의 계양대에 올려졌다.
그가 사망한 2년 후에 육상 전문가들에 의하여 그 세기의 최고 아시아인 남성 선수로 선택되었다.

## 같이 보기
- 올림픽 육상 남자 메달리스트 목록